# De Kievit (Grijpskerk)
De Kievit is een korenmolen in Grijpskerk in de provincie Groningen.
Met behulp van een afgebroken oliemolen uit Niezijl werd deze molen in 1899 gebouwd als opvolger van een kleinere molen (in latere jaren 'de Leeuw' genoemd, in 1876 sloeg de bliksem in, maar een beginnende brand kon worden geblust, in 1899 verkocht aan Vergoosen te Echt, waar deze afbrandde). De molen behield de vierkante onderbouw bij de herbouw in Grijpskerk waardoor de molen een zeer grote bedrijfsruimte heeft onder de stelling. De molen was vroeger ook als pelmolen ingericht, maar bezit thans alleen nog een koppel maalstenen. De molen is enkele malen gerestaureerd en onderin huisde tot 2007 jarenlang de plaatselijke VVV. De molen is eigendom van de gemeente Westerkwartier.
De naam De Kievit werd in 1989 gegeven op aangeven van vrijwillig molenaar Oege Lesman en was al in 1975 bedacht door de vroegere burgemeester van Grijpskerk, A.H.M. Mulder. In 1989 was eerst de naam 'De Leeuw' voorgedragen, maar een molen in Oldehove droeg deze naam ook al.
In het dorp bevindt zich verder de poldermolen Westerhornermolen in de richting van het gehucht Gaarkeuken en aan het Van Starkenborghkanaal bevindt zich de poldermolen de Zwakkenburgermolen, die in 2003 opnieuw werd opgebouwd.
De Kievit is te bezoeken als hij draait en op afspraak met de molenaar.